# Ка-Лоредан
Ка-Лоредан, или Палаццо Лоредан (итал.  Ca' Loredan, Palazzo Loredan) — дворец на Гранд-канале в сестиере (районе) Сан-Марко. Расположен недалеко от моста Риальто. Построен после 1200 года и является одним из старейших зданий в городе. Вместе с соседним Ка-Фарсетти здание c 1868 года является резиденцией муниципалитета города.
Одноимённый Палаццо Лоредан (итал. Palazzo Loredan in Campo Santo Stefano) располагается в южной части площади Санто-Стефано.

## История

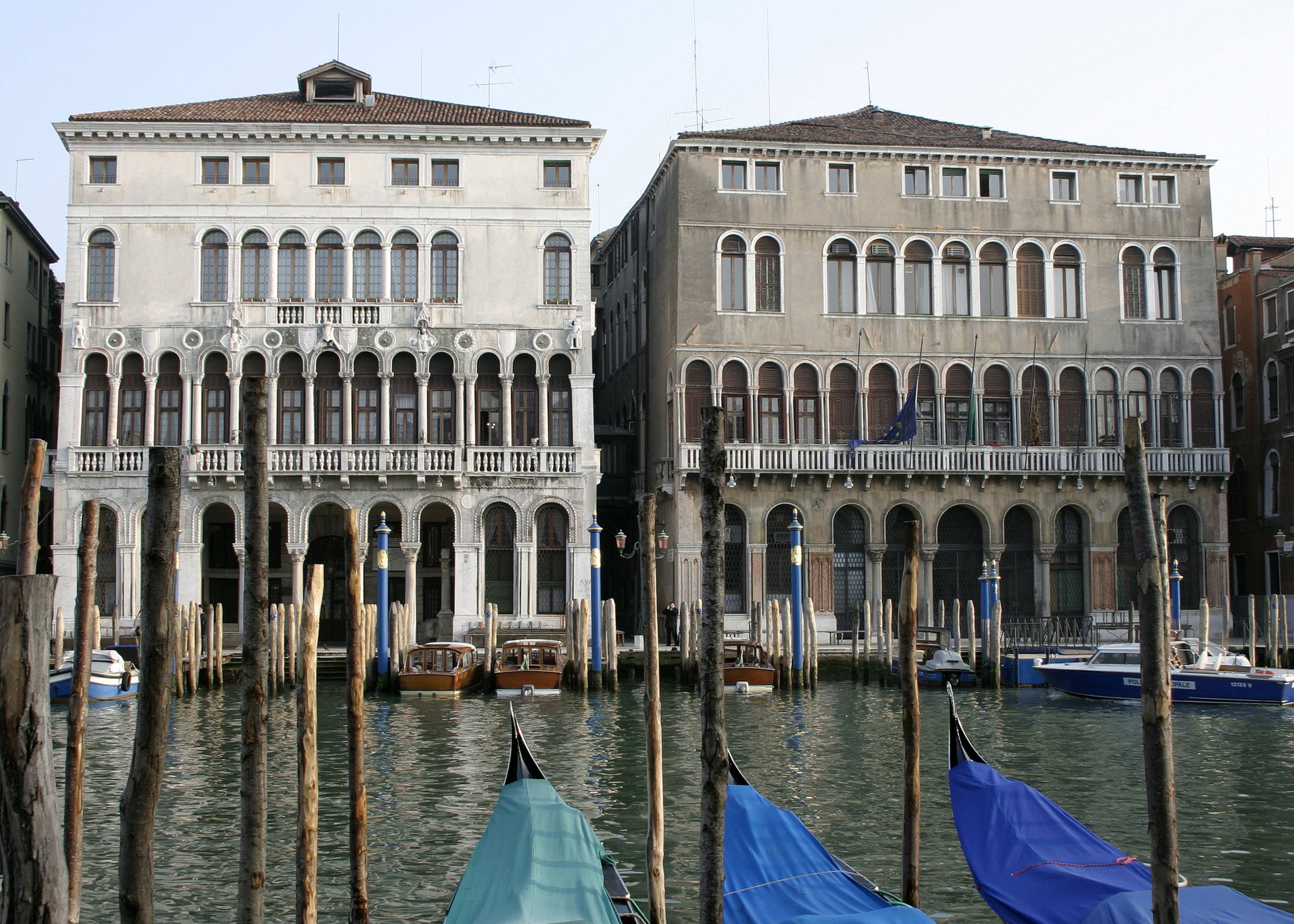
Ка-Фарсетти (справа), Ка-Лоредан (слева)

Здание было построено в XIII веке в качестве склада товаров семьи Боккази. По мнению некоторых историков, он стал резиденцией дожа Якопо Контарини после того, как он в 1280 году отошёл от дел.
В последующие века дворец был расширен и сильно изменён. В 1646 году в этом дворце родилась Елена Лукреция Корнаро-Пископия, философ, вошедшая в историю как первая женщина, получившая учёную степень доктора философии 25 июня 1678 года. Событие, имевшее широкий международный резонанс, отмечено мраморной памятной доской.
В 1703 году дворец стал домом семьи Лоредан, которая получила его благодаря браку между дочерью Джироламо Корнера и Джованни Баттиста Лоредан. Он стал собственностью графини Кампанья Пеккана в 1806 году и был преобразован в отель. С 1867 года — резиденция муниципалитета вместе с соседним Ка-Фарсетти. Реконструкция несколько изменила внутреннюю планировку здания.

## Архитектура
Палаццо Лоредан — здание, изначально построенное в византийско-венецианском стиле (bizanto-veneto), оно входит в число построек на Большом канале, которые более других сохранили свой исконный облик несмотря на последующие перестройки. Центральный портик первого этажа оформлен пятью приподнятыми арками, поддерживаемыми четырьмя колоннами коринфского ордера, над которыми на третьем, благородном этаже (piano nobile) находится гептафора (семь окон) в том же стиле. По двум сторонам портика симметрично расположены два круглых окна, которым соответствует трёхсветное окно на первом этаже. Этот проём закрыт византийскими украшениями округлой формы. Здание связано четырьмя переходами с расположенным рядом Ка-Фарсетти. Позади имеется длинный двор, который разделяет два боковых крыла: на него выходят многочисленные арочные проемы. На первом этаже дворца находится Зал Совета, в котором хранятся произведения живописи Бенедетто Кальяри, Грегорио Ладзарини, Бонифачио Веронезе.